# 大阪府立淀商業高等学校
大阪府立淀商業高等学校（おおさかふりつ よどしょうぎょうこうとうがっこう）は、大阪市西淀川区にある公立の商業高等学校。

## 概要
福祉ボランティア科は、大阪府の公立高校では唯一の福祉系学科として設置されている。また一定の範囲内で、所属学科以外の学科の科目を自由選択科目として学習することも可能なシステムとなっている。
商業科は2年生以降、会計科学、情報科学、流通科学、コミュニケーション科学の4コースに分かれて学習する。
かつては普通科（1948年 - 1979年）、商業英語科（1967年 - 1974年）が併設されていたこともあったが、現在では廃止されている。

## 沿革
大阪市北区玉江町2丁目（現在の北区中之島5丁目）に1919年、大阪実業学校が開校したことが、学校の起源となっている。同校は工業本科と商業本科を設置していた。
大阪実業学校は大阪市立実業学校への改称を経て、1940年に工業科と商業科が分離し、大阪市立第七商業学校と大阪市立酉島工業学校の2校が発足した。第七商業学校の後身が淀商業高等学校にあたる。学校では、第七商業学校が発足した1940年を創立と位置づけている。
なお、分離された大阪市立酉島工業学校（大阪市立実業学校工業科）は、現在の大阪市此花区酉島に校舎を構えた。しかし酉島工業学校は1947年に都島工業学校（現在の大阪府立都島工業高等学校）に合併されて廃校となっている。
1944年には東淀川区十三南之町2丁目（現在の淀川区新北野2丁目）へ移転した。さらに1952年には、大阪市交通局野里バス車庫及び整備工場跡である現在地に移転している。
学制改革により大阪市立第七商業学校となり、大阪市立淀高等学校への改称を経て、1963年に大阪市立淀商業高等学校となった。
1996年には商業科の課題研究の中に福祉研究の講座を開講し、同講座の実践を発展・拡充させる形で2003年に福祉ボランティア科が設置された。2022年には大阪府に移管され、大阪府立淀商業高等学校へと改称した。

### 年表
- 1919年 - 大阪実業学校を創設。工業本科と商業本科を設置。
- 1922年 - 大阪市立実業学校と校名を変更。
- 1940年 - 工業科と商業科を分離し、商業科は大阪市立第七商業学校となる（学校創立）。
- 1944年 - 大阪市東淀川区十三南之町2丁目（現在の淀川区新北野2丁目）へ移転。
- 1948年 - 学制改革に伴い、大阪市立第七商業高等学校となる。普通科と商業科を設置。
- 1950年 - 大阪市立淀高等学校に校名を変更。
- 1951年 - 大阪市西淀川区野里西3丁目5番地（現在地）に分校を設置。
- 1952年 - 従来の分校を本校に改め、全校が現在地に移転。
- 1963年 - 大阪市立淀商業高等学校に校名を変更。
- 1967年 - 商業英語科を設置。
- 1974年 - 商業英語科を廃止。
- 1979年 - 普通科を廃止。
- 1996年 - 商業科の課題研究の中に「福祉研究」の講座を開講。
- 2003年 - 福祉ボランティア科を設置。
- 2022年 - 大阪府に移管。大阪府立淀商業高等学校に改称。

## 全商検定
- この学校は、全商商業経済検定の大阪府本部校である[要出典]。

## 出身者
- 良川昌美 （元プロ野球選手・パシフィック・リーグ審判員）
- くわばたりえ（漫才師・クワバタオハラ）
- 古川優香（YouTuber）

## アクセス
- JR東西線御幣島駅 250メートル
- JR東海道本線塚本駅 800メートル
- 阪神電気鉄道阪神本線姫島駅 550メートル